# 小山威雄
小山 威雄（こやま たけお、1905年（明治38年）7月1日 - 1981年（昭和56年）8月24日）は、日本の実業家、政治家。長野県小諸市長。

## 来歴
長野県北佐久郡小諸町（現小諸市）で、小山重右衛門、婦美野の息子として生まれた。旧制小諸商業学校（現長野県小諸商業高等学校）を経て、旧制青山学院専門部商科修了。1930年（昭和5年）丸五商店に入社し、丸五商会に改組し代表取締役となる。1944年（昭和19年）計理士を開業。1947年（昭和22年）小諸商工会議所会頭となる。1951年（昭和26年）長野県商工信用組合監事に就任した。
1953年（昭和28年）小諸市教育委員、1963年（昭和38年）小諸市議会議員となり1971年（昭和46年）まで2期在任し、同議長も務めた。1972年（昭和47年）4月、小諸市長選挙で当選し、1976年（昭和51年）4月まで1期務めた。在任中は主に福祉政策に力を入れた。その他、長野県水道協会理事、全国国鉄自動車協力会副会長などを歴任した。

## 親族
- 小山邦太郎（小諸市長、参議院議員、衆議院議員）[1]
- 小山久左衛門
- 小山敬三
- 小山正